# Eerste divisie (mannenhandbal) 1990/91
De eerste divisie is de op een na hoogste afdeling van het Nederlandse handbal bij de heren op landelijk niveau. In het seizoen 1990/1991 werden Aalsmeer 2 en Bevo HC kampioen, echter promoveerden Olympia H en Bevo HC naar de eredivisie omdat Aalsmeer 1 al in de eredivisie speelde. Attila, Dalfsen, EDH en Sittardia 2 degradeerden naar de tweede divisie.

## Opzet
- De kampioen promoveert rechtstreeks naar de eredivisie (mits er niet al een hogere ploeg van dezelfde vereniging in de eredivisie speelt).
- De twee ploegen die als laatste eindigen, degraderen rechtstreeks naar de tweede divisie (met uitzondering van de eerste divisie B waarbij maar één ploeg degradeert).

## Eerste divisie A

### Teams
| Ploeg        | Plaats      | Provincie     |
| ------------ | ----------- | ------------- |
| AAC 1899     | Arnhem      | Gelderland    |
| Aalsmeer 2   | Aalsmeer    | Noord-Holland |
| Attila       | Utrecht     | Utrecht       |
| BDC          | Soest       | Utrecht       |
| Dalfsen      | Dalfsen     | Overijssel    |
| de Griffioen | Wolvega     | Friesland     |
| Jahn II      | Stadskanaal | Groningen     |
| Olympia H    | Hengelo     | Overijssel    |
| Sparta '75   | Groningen   | Groningen     |
| UDSV 2       | Zuilen      | Utrecht       |
| V&K          | Groningen   | Groningen     |
| Volendam     | Volendam    | Noord-Holland |

### Stand
| Pos | Club         | Wed | Ptn | Opmerking                         |
| --- | ------------ | --- | --- | --------------------------------- |
| 1   | Aalsmeer 2   | 22  | 34  |                                   |
| 2   | Olympia H    | 22  | 33  | Promoveert naar de eredivisie     |
| 3   | BDC          | 22  | 29  |                                   |
| 4   | AAC 1899     | 22  | 27  |                                   |
| 5   | Volendam     | 22  | 25  |                                   |
| 6   | Sparta '75   | 22  | 25  |                                   |
| 7   | Jahn II      | 22  | 18  |                                   |
| 8   | V&K          | 22  | 17  |                                   |
| 9   | de Griffioen | 22  | 16  |                                   |
| 10  | UDSV 2       | 22  | 15  |                                   |
| 11  | Attila       | 22  | 13  | Degradeert naar de Tweede divisie |
| 12  | Dalfsen      | 22  | 12  | Degradeert naar de Tweede divisie |

## Eerste divisie B

### Teams
| Ploeg          | Plaats     | Provincie     |
| -------------- | ---------- | ------------- |
| Bevo HC        | Panningen  | Limburg       |
| Delta Sport    | Zierikzee  | Zeeland       |
| EDH            | Delft      | Zuid-Holland  |
| Loreal         | Venlo      | Limburg       |
| NOAV           | Susteren   | Limburg       |
| Pius X         | Eindhoven  | Noord-Brabant |
| Quintus        | Kwintsheul | Zuid-Holland  |
| Saturnus '72   | Ridderkerk | Zuid-Holland  |
| Sittardia 2    | Sittard    | Limburg       |
| Swift Arnhem   | Arnhem     | Gelderland    |
| Swift Roermond | Roermond   | Limburg       |
| UDSV           | Utrecht    | Utrecht       |

### Stand
| Pos | Club           | Wed | Ptn | Opmerking                         |
| --- | -------------- | --- | --- | --------------------------------- |
| 1   | Bevo HC        | 22  | 39  | Promoveert naar de eredivisie     |
| 2   | Saturnus '72   | 22  | 27  |                                   |
| 3   | Swift Roermond | 22  | 27  |                                   |
| 4   | Loreal         | 22  | 23  |                                   |
| 5   | NOAV           | 22  | 23  |                                   |
| 6   | Swift Arnhem   | 22  | 22  |                                   |
| 7   | UDSV           | 22  | 22  |                                   |
| 8   | Delta Sport    | 22  | 22  |                                   |
| 9   | Pius X         | 22  | 18  |                                   |
| 10  | Quintus        | 22  | 17  |                                   |
| 11  | EDH            | 22  | 13  | Degradeert naar de Tweede divisie |
| 12  | Sittardia 2    | 22  | 11  | Degradeert naar de Tweede divisie |